# Abu Mansaf
Abu Mansaf (tiếng Ả Rập: أبو منسف) là một ngôi làng Syria nằm trong Phân khu Hama của Quận Hama ở Tỉnh Hama. Theo Cục Thống kê Trung ương Syria (CBS), Abu Mansaf có dân số 364 người trong cuộc điều tra dân số năm 2004.